# Detroit Diesel

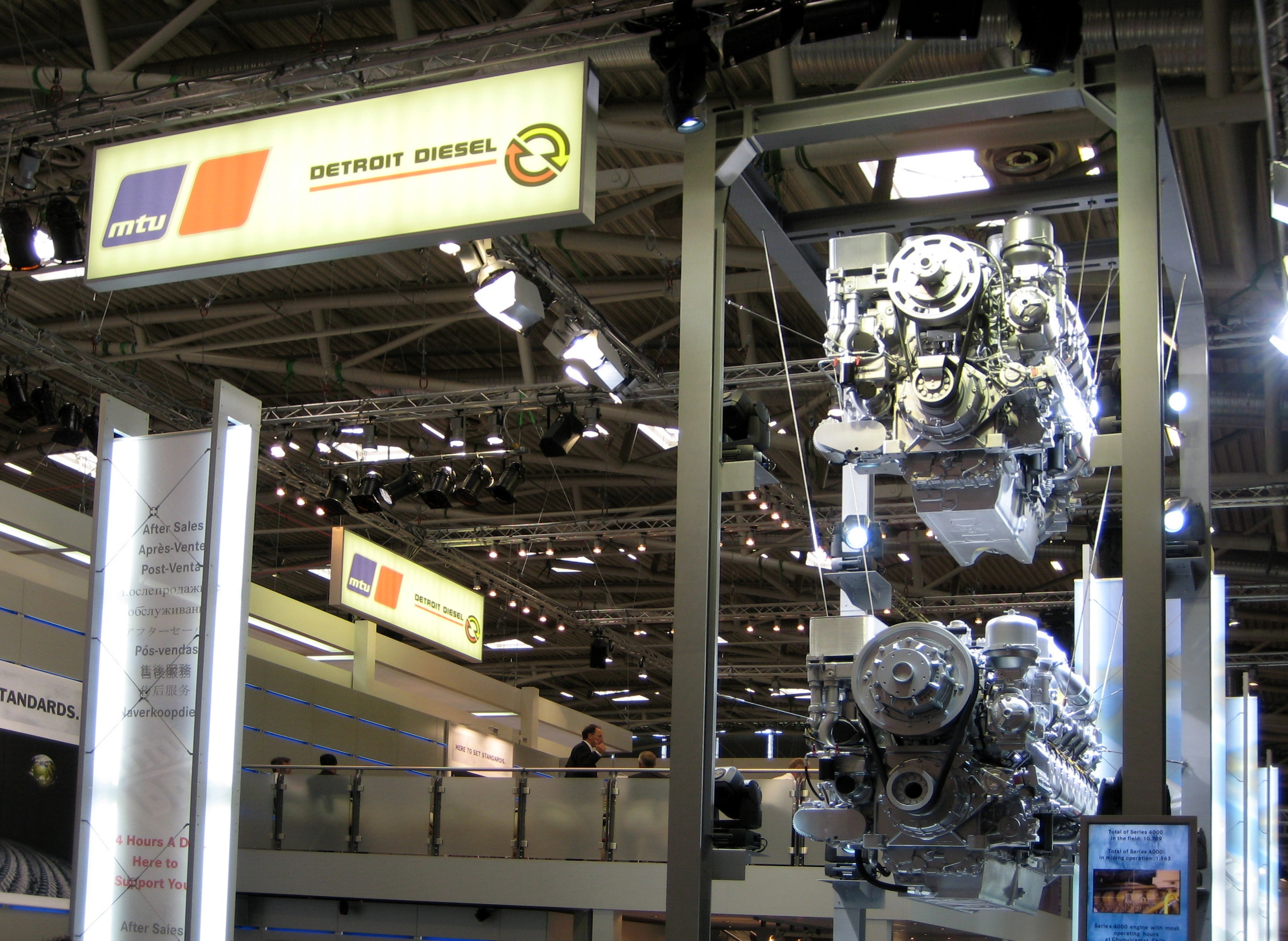
Imagem Ilustrativa

A Detroit Diesel é uma fabricante de motores para veículos comerciais pertencente ao Daimler Truck.

## História
A Detroit Diesel foi fundada em Janeiro de 1938 como GM Diesel Division, uma divisão da General Motors responsável pela fabricação e fornecimento de motores a diesel para a marca americana. Inicialmente produziu os motores série71 de dois tempos para construção, uso militar e gerador de reserva.
Em 1º de Janeiro de 1988, a GM Diesel e a Penske Corporation constituem uma joint-venture, oficializando a criação da Detroit Diesel Corporation (DDC).
Em outubro de 2000, o grupo Daimler-Chrysler compra a Detroit e pouco depois, já como Daimler AG, passa a marca para a divisão Daimler Truck North America, reunindo todas as divisões de veículos comerciais sob uma mesma divisão.